# Kim Jong-hak
Kim Jong-hak (5 de noviembre de 1951 - 23 de julio de 2013) fue un director y productor de televisión de Corea del Sur, es más conocido por los dramas coreanos seminales y de alta calificación de Eyes of Dawn (1991) y Sandglass (1995). Después de las pérdidas financieras sufridas por la serie de fantasía de gran presupuesto The Legend (2007) y Faith (2012), Kim fue objeto de investigación cuando se suicidó en 2013.

## Muerte
El 23 de julio de 2013, a los 61 años de edad, el director fue encontrado muerto en una pequeña habitación alquilada en Bundang-gu, provincia de Gyeonggi. La habitación goshitel room (cuesta ₩ 15,000) había sido recomendado a él por un confidente de toda la vida, su barbero, como un refugio antes de una sesión de interrogatorio en la oficina del fiscal programada ese día.
En un suicidio por aparentemente quema de carbón por asfixia, los funcionarios de la policía dijeron que Kim tenía cerrado los conductos, las puertas y ventanas, y la otra mitad había briquetas de carbón quemadas que fueron encontradas cerca de su cuerpo. No había señales de entrada forzada, el cuerpo de Kim no tiene ninguna lesión externa, y dejó un escrito de cuatro páginas pidiendo disculpas a su familia y criticando a los fiscales.